# 波爾蒂芒
波爾蒂芒是葡萄牙的一個城鎮。2009年，有人口41,000人。在行政區劃上屬法魯區。波爾蒂芒和法魯是阿爾加維大區內人口最多的兩個城鎮。

## 友好城市
- 法國 维勒蒙布勒

## 外部連結
- Portimão's City Hall Official Website （页面存档备份，存于） （葡萄牙文）
- Photos from Portimão on Flickr （页面存档备份，存于）
- City Guide （页面存档备份，存于）